# Було
Було́ (фр. Boulot) — коммуна во Франции, находится в регионе Франш-Конте. Департамент — Верхняя Сона. Входит в состав кантона Рьоз. Округ коммуны — Везуль.
Код INSEE коммуны — 70084.

## География

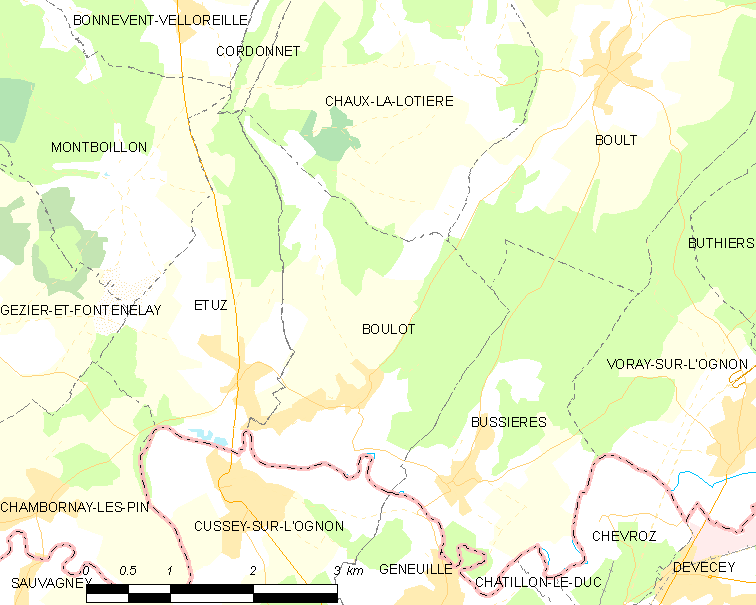
Карта коммуны

Коммуна расположена приблизительно в 320 км к юго-востоку от Парижа, в 13 км севернее Безансона, в 34 км к юго-западу от Везуля.
По территории коммуны протекает река Туноль (фр. Tounolle), приток реки Оньон.

## Население
Население коммуны на 2010 год составляло 629 человек.
| 1962 | 1968 | 1975 | 1982 | 1990 | 1999 | 2010 |
| ---- | ---- | ---- | ---- | ---- | ---- | ---- |
| 164  | 207  | 256  | 335  | 388  | 424  | 629  |

## Администрация
| Период | Период | Фамилия      | Партия | Примечания |
| ------ | ------ | ------------ | ------ | ---------- |
| 2001   | 2008   | Морис Шартон |        |            |
| 2008   | 2014   | Клод Шевалье |        |            |

## Экономика
В 2010 году среди 403 человек трудоспособного возраста (15—64 лет) 314 были экономически активными, 89 — неактивными (показатель активности — 77,9 %, в 1999 году было 70,4 %). Из 314 активных жителей работали 296 человек (160 мужчин и 136 женщин), безработных было 18 (7 мужчин и 11 женщин). Среди 89 неактивных 27 человек были учениками или студентами, 39 — пенсионерами, 23 были неактивными по другим причинам.

## Достопримечательности
- Замок Було (1763 год). Исторический памятник с 1994 года[3]